# Огнена пустиня
„Огнена пустиня“ е първата българска книга-игра, написана в края на 1991 година и издадена в началото на 1992 година. Неин автор е Любомир Николов – Нарви и е издадена от „Еквус Арт“ с подзаглавие „Книга, в която героят си ти“. Илюстрациите, корицата и оформлението са дело на Емилиян Станкев.
Играта използва механиките специална бойна система, писане в дневник, хвърляне на зарове, събиране на предмети и други. Преди нея са написани книгите-игри „В лабиринта на времето“ и „Замъкът на таласъмите“, но тя е първата реално издадена. Любомир Николов издава тези две книги под псевдонима Колин Уолъмбъри за „Плеяда“. Сюжетът на играта е типично фентъзи, в което читателят тръгва на приключение, за да спаси света от злия магьосник Агамор.
На практика това е една от най-успешните български книги-игри, като е преиздавана неколкократно – два пъти от „Еквус Арт“ (с алтернативна корица) и веднъж от поредицата „МЕГА класика“ на МЕГА.
Книгата има неофициално издание на чешки език от 1994 година като Ohnivá poušť от Tom Sorcer (превод на Ася Атанасова). Това я прави и първата българска, преведена на чужд език, книга-игра.